# Limenitis weidemeyerii
Limenitis weidemeyerii ist ein Schmetterling (Tagfalter) aus der Familie der Edelfalter (Nymphalidae). Das Art-Epitheton ehrt den amerikanischen Entomologen und Autor John William Weidemeyer.

## Merkmale

### Falter
Die Flügelspannweite der Falter beträgt 57 bis 95 Millimeter. Die Grundfarbe der Oberseite aller Flügel ist schwarz und von einem breiten weißen Querband durchzogen, das nur von schwarzen Adern unterbrochen ist. Auf den Vorderflügeln befindet sich ein kleiner weißer Diskalfleck sowie einige weiße Fleck nahe am Apex. Der Saum ist mit weiteren kleinen weißen Flecken gefüllt. Die Flügelunterseite zeigt eine braune Grundfarbe mit ähnlichen weißen Zeichnungselementen wie die Oberseite.

### Ei
Die Eier sind graugrün gefärbt und werden einzeln an der Unterseite der bevorzugt jungen Nahrungspflanzen abgelegt.

### Raupe
Erwachsene Raupen haben eine abwechselnd bräunliche und weißliche Farbe. Der Kopf ist rotbraun und trägt zwei kleine, schwärzliche, gezähnte Hörner. In der Mitte des Abdomens befindet sich eine sattelförmige Ausbuchtung. Im Gesamterscheinungsbild stellen sie eine Vogelkot-Mimese dar.

### Puppe
Die sattelförmige Ausbuchtung der Raupe ist bei der Puppe sehr deutlich höckerartig ausgebildet. Die Grundfärbung ist weißgrau. Flügelscheiden, Ende des Abdomens und Höcker sind schwarzbraun.

## Verbreitung und Lebensraum
Limenitis weidemeyerii kommt im mittleren Westen und Süden der USA sowie im Norden bis in die kanadische Provinz Alberta vor und besiedelt hauptsächlich waldreiche Berg- und Flusstäler.

## Lebensweise
Die Art bildet in den nördlichen Regionen eine Generation im Jahr, deren Falter von Juni bis Juli fliegen. In den südlichen Regionen des Verbreitungsgebietes werden zwei Generationen gebildet, die von Juni bis August fliegen. Die Falter saugen zur Aufnahme von Nahrung und Flüssigkeit an Blüten, feuchten Erdstellen oder Aas. Die Raupen ernähren sich von den Blättern verschiedener Pflanzen, dazu zählen Prunus-, Weiden- (Salix), Schaumspieren- (Holodiscus), Felsenbirnen- (Amelanchier) und Pappelarten (Populus). In der Regel überwintert das dritte Raupenstadium in einem Hibernarium.

## Belege